# 良雲院
良雲院（？—1637年），本名於竹，父親武田家臣市川十郎左衛門昌永，母不明。
天正年間被德川家康召見，天正8年（1580年）在濱松城內生下家康三女振姬。寬永14年（1637年）時於江戶去世，法名是良雲院。墓在淺草的西福寺。